# Ozarba atriferella
Ozarba atriferella là một loài bướm đêm trong họ Noctuidae.